# Heinz Günthardt
Pour les articles homonymes, voir Günthardt.
Heinz Günthardt, né le 8 février 1959 à Zurich, est un joueur de tennis suisse, professionnel entre 1976 et 1990.
Meilleur joueur de tennis suisse des années 1980, il s'est surtout illustré en double, discipline dans laquelle il a remporté quatre tournois du Grand Chelem dont deux en double mixte.
Il est le frère de Markus Günthardt avec qui il a gagné trois titres en double.

## Biographie

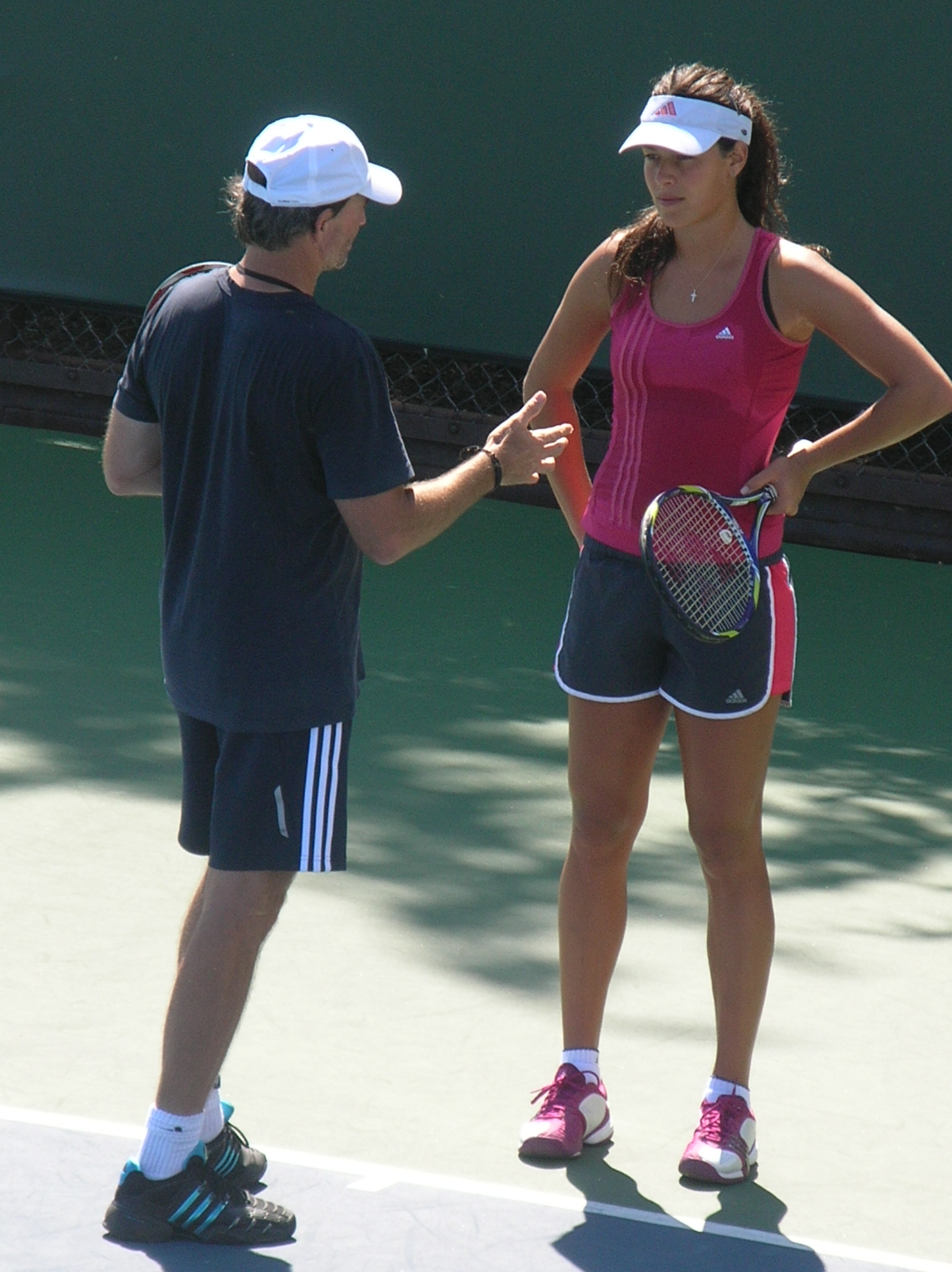
Heinz Günthardt et Ana Ivanović en 2010

Heinz Günthardt a gagné cinq tournois en simple et trente en double, essentiellement avec le hongrois Balázs Taróczy. En simple, il devient le premier joueur à remporter un tournoi avec un statut de Lucky loser à Springfield en 1979. Classé 221e mondial, il bat en finale Harold Solomon, 13e. Il obtient sa victoire la plus importante en 1980 à Rotterdam après des victoires sur John Sadri, Ivan Lendl et Gene Mayer. Cette année-là, il s'impose aussi à Johannesburg et Gstaad.
Il a joué de 64 matchs en 30 rencontres (un record) avec l'équipe de Suisse de Coupe Davis, de 1975 à 1990. Il fut aussi brièvement capitaine de l'équipe à la fin de sa carrière.
En 1985, il s'est aussi imposé en double mixte à Roland-Garros et à l'US Open aux côtés de Martina Navrátilová. Il réalise cette année-là ses meilleurs résultats en simple avec un huitième et deux quarts de finale en Grand Chelem.
Après sa carrière de joueur, il a succédé à Pavel Složil en tant qu'entraîneur de Steffi Graf jusqu'à la retraite sportive de celle-ci en juillet 1999.
En 2005, il commente les retransmissions de matchs de tennis auprès de la Schweizer Fernsehen (télévision suisse alémanique), ainsi qu'auprès d'Eurosport.
Entre février et novembre 2010, il entraîne, à temps partiel, la Serbe Ana Ivanović. Il est, depuis mars 2012, le sélectionneur de l'équipe de Suisse de Fed Cup, où il remplace Christiane Jolissaint.

## Parcours dans les tournois duGrand Chelem

### En simple
| Année | Open d'Australie | Open d'Australie | Internationaux de France | Internationaux de France | Wimbledon       | Wimbledon     | US Open         | US Open      | Open d'Australie | Open d'Australie |
| ----- | ---------------- | ---------------- | ------------------------ | ------------------------ | --------------- | ------------- | --------------- | ------------ | ---------------- | ---------------- |
| 1978  | n.o.             | n.o.             | 2e tour (1/32)           | C. Dibley                | 1er tour (1/64) | V. Gerulaitis | 2e tour (1/32)  | B. Borg      | —                | —                |
| 1979  | n.o.             | n.o.             | 1er tour (1/64)          | W. Fibak                 | 2e tour (1/32)  | J. Alexander  | —               | —            | —                | —                |
| 1980  | n.o.             | n.o.             | 3e tour (1/16)           | B. Taróczy               | 3e tour (1/16)  | J. Connors    | 2e tour (1/32)  | B. Mottram   | —                | —                |
| 1981  | n.o.             | n.o.             | 1er tour (1/64)          | J. L. Clerc              | 1er tour (1/64) | P. McNamara   | 1er tour (1/64) | S. Giammalva | —                | —                |
| 1982  | n.o.             | n.o.             | 3e tour (1/16)           | V. Gerulaitis            | 1er tour (1/64) | M. Wilander   | 3e tour (1/16)  | K. Warwick   | —                | —                |
| 1983  | n.o.             | n.o.             | 3e tour (1/16)           | Roger-Vasselin           | —               | —             | 1/8 de finale   | J. Connors   | —                | —                |
| 1984  | n.o.             | n.o.             | 3e tour (1/16)           | J. Gunnarsson            | 1er tour (1/64) | G. Forget     | 1er tour (1/64) | E. Teltscher | —                | —                |
| 1985  | n.o.             | n.o.             | 1/8 de finale            | M. Jaite                 | 1/4 de finale   | A. Järryd     | 1/4 de finale   | J. Connors   | —                | —                |
| 1986  | n.o.             | n.o.             | 1er tour (1/64)          | D. Keretić               | 2e tour (1/32)  | M. Šrejber    | —               | —            | n.o.             | n.o.             |

N.B. : à droite du résultat se trouve le nom de l'ultime adversaire.

### En double
| Année | Open d'Australie                                                          | Open d'Australie | Internationaux de France                                                          | Internationaux de France                                                         | Wimbledon                                                                       | Wimbledon                                                                         | US Open                                                                           | US Open                                                                        | Open d'Australie | Open d'Australie |
| ----- | ------------------------------------------------------------------------- | ---------------- | --------------------------------------------------------------------------------- | -------------------------------------------------------------------------------- | ------------------------------------------------------------------------------- | --------------------------------------------------------------------------------- | --------------------------------------------------------------------------------- | ------------------------------------------------------------------------------ | ---------------- | ---------------- |
| 1976  | —                                                                         | —                | —                                                                                 | —                                                                                | —                                                                               | —                                                                                 | 1er tour (1/32) H. Hoyt \|\| style="text-align:left;" \| I. Năstase V. Gerulaitis | n.o.                                                                           | n.o.             |                  |
| 1977  | —                                                                         | —                | 1er tour (1/32) H. Hoyt \|\| style="text-align:left;" \| Gildemeister F. González | —                                                                                | —                                                                               | —                                                                                 | —                                                                                 | —                                                                              | —                |                  |
| 1978  | n.o.                                                                      | n.o.             | 1er tour (1/32) W. Lloyd \|\| style="text-align:left;" \| Edmondson J. Marks      | —                                                                                | —                                                                               | 2e tour (1/16) T. Šmíd \|\| style="text-align:left;" \| J. McEnroe P. Fleming     | —                                                                                 | —                                                                              |                  |                  |
| 1979  | n.o.                                                                      | n.o.             | 1/8 de finale B. Hewitt \|\| style="text-align:left;" \| P. Dupré S. Smith        | 2e tour (1/16) Dowdeswell \|\| style="text-align:left;" \| J. Sadri T. Wilkison  | 1/8 de finale Dowdeswell \|\| style="text-align:left;" \| P. Fleming J. McEnroe | —                                                                                 | —                                                                                 |                                                                                |                  |                  |
| 1980  | n.o.                                                                      | n.o.             | 1/4 de finale P. Složil \|\| style="text-align:left;" \| W. Fibak I. Lendl        | 1/4 de finale F. McMillan \|\| style="text-align:left;" \| P. Fleming J. McEnroe | 1/4 de finale F. Stolle \|\| style="text-align:left;" \| McNamara McNamee       | —                                                                                 | —                                                                                 |                                                                                |                  |                  |
| 1981  | n.o.                                                                      | n.o.             | Victoire B. Taróczy                                                               | T. Moor E. Teltscher                                                             | 1/8 de finale B. Taróczy \|\| style="text-align:left;" \| F. Buehning F. Taygan | Finale McNamara                                                                   | P. Fleming J. McEnroe                                                             | 1/8 de finale Günthardt \|\| style="text-align:left;" \| C. Edwards E. Edwards |                  |                  |
| 1982  | n.o.                                                                      | n.o.             | 1/2 finale B. Taróczy \|\| style="text-align:left;" \| Gildemeister B. Prajoux    | —                                                                                | —                                                                               | 1er tour (1/32) C. Motta \|\| style="text-align:left;" \| C. Hooper P. Rennert    | —                                                                                 | —                                                                              |                  |                  |
| 1983  | n.o.                                                                      | n.o.             | 1/4 de finale Gottfried \|\| style="text-align:left;" \| A. Järryd Simonsson      | —                                                                                | —                                                                               | 1er tour (1/32) T. Šmíd \|\| style="text-align:left;" \| S. Meister C. Wittus     | —                                                                                 | —                                                                              |                  |                  |
| 1984  | n.o.                                                                      | n.o.             | 1/8 de finale B. Taróczy \|\| style="text-align:left;" \| H. Leconte Y. Noah      | 1/8 de finale B. Taróczy \|\| style="text-align:left;" \| Edmondson S. Stewart   | 1/2 finale B. Taróczy \|\| style="text-align:left;" \| J. Fitzgerald T. Šmíd    | —                                                                                 | —                                                                                 |                                                                                |                  |                  |
| 1985  | n.o.                                                                      | n.o.             | 1/8 de finale B. Taróczy \|\| style="text-align:left;" \| S. Glickstein Simonsson | Victoire B. Taróczy                                                              | P. Cash J. Fitzgerald                                                           | 1er tour (1/32) B. Taróczy \|\| style="text-align:left;" \| De Palmer G. Donnelly | —                                                                                 | —                                                                              |                  |                  |
| 1986  | n.o.                                                                      | n.o.             | 1/2 finale McNamee \|\| style="text-align:left;" \| J. Fitzgerald T. Šmíd         | 1er tour (1/32) B. Taróczy \|\| style="text-align:left;" \| Giammalva G. Holmes  | —                                                                               | —                                                                                 | n.o.                                                                              | n.o.                                                                           |                  |                  |
| 1987  | —                                                                         | —                | 1er tour (1/32) J. Hlasek \|\| style="text-align:left;" \| J. Bates A. Castle     | 2e tour (1/16) J. Hlasek \|\| style="text-align:left;" \| S. Edberg A. Järryd    | —                                                                               | —                                                                                 | n.o.                                                                              | n.o.                                                                           |                  |                  |
| 1988  | —                                                                         | —                | 2e tour (1/16) B. Taróczy \|\| style="text-align:left;" \| L. Warder Willenborg   | 1er tour (1/32) B. Taróczy \|\| style="text-align:left;" \| E. Korita N. Odizor  | —                                                                               | —                                                                                 | n.o.                                                                              | n.o.                                                                           |                  |                  |
| 1989  | —                                                                         | —                | 1er tour (1/32) B. Taróczy \|\| style="text-align:left;" \| T. Carbonell C. Costa | —                                                                                | —                                                                               | —                                                                                 | —                                                                                 | n.o.                                                                           | n.o.             |                  |
| 1990  | 2e tour (1/16) N. Brown \|\| style="text-align:left;" \| R. Leach J. Pugh | —                | —                                                                                 | —                                                                                | —                                                                               | —                                                                                 | —                                                                                 | n.o.                                                                           | n.o.             |                  |

N.B. : le nom du ou de la partenaire se trouve sous le résultat ; les noms des ultimes adversaires se trouvent à droite.

### En double mixte
| Année | Open d'Australie | Open d'Australie | Internationaux de France                                                       | Internationaux de France | Wimbledon                                                                           | Wimbledon                                                                         | US Open                                                                            | US Open                  |
| ----- | ---------------- | ---------------- | ------------------------------------------------------------------------------ | ------------------------ | ----------------------------------------------------------------------------------- | --------------------------------------------------------------------------------- | ---------------------------------------------------------------------------------- | ------------------------ |
| 1978  | —                | —                | —                                                                              | —                        | 2e tour (1/16) R. Maršíková \|\| style="text-align:left;" \| M. Jaušovec K. Warwick | —                                                                                 | —                                                                                  |                          |
| 1981  | —                | —                | —                                                                              | —                        | 1/8 de finale P. Teeguarden \|\| style="text-align:left;" \| B. Stove F. McMillan   | 1/8 de finale P. Teeguarden \|\| style="text-align:left;" \| J. Russell S. Denton |                                                                                    |                          |
| 1984  | —                | —                | —                                                                              | —                        | —                                                                                   | —                                                                                 | 1/8 de finale A. Temesvári \|\| style="text-align:left;" \| R. Nideffer Dowdeswell |                          |
| 1985  | —                | —                | Victoire Navrátilová                                                           | Paula Smith F. González  | —                                                                                   | —                                                                                 | Victoire Navrátilová                                                               | Liz Smylie J. Fitzgerald |
| 1986  | —                | —                | 1/4 de finale Navrátilová \|\| style="text-align:left;" \| Beth Herr J. Lozano | Finale Navrátilová       | K. Jordan Ken Flach                                                                 | —                                                                                 | —                                                                                  |                          |
| 1992  | —                | —                | —                                                                              | —                        | 1er tour (1/32) Steffi Graf \|\| style="text-align:left;" \| L. Savchenko Cyril Suk | —                                                                                 | —                                                                                  |                          |
| 1996  | —                | —                | —                                                                              | —                        | 2e tour (1/16) Steffi Graf \|\| Forfait                                             | —                                                                                 | —                                                                                  |                          |

N.B. : le nom du partenaire se trouve sous le résultat ; les noms des ultimes adversaires se trouvent à droite.

## Classements ATP en fin de saison
| Année          | 1977 | 1978 | 1979 | 1980 | 1981 | 1982 | 1983 | 1984 | 1985 | 1986 | 1987 | 1988 | 1989 | 1990 |
| Rang en simple | 221  | 56   | 51   | 25   | 38   | 85   | 25   | 31   | 36   | 251  | 954  | –    | –    | –    |
| Rang en double | 240  | 79   | 18   | 19   | 4    | 11   | 19   | 9    | 7    | 43   | 146  | 110  | 154  | 372  |

Source : (en) Classements de Heinz Günthardt sur le site officiel de la Fédération internationale de tennis